# Chambre de commerce suédoise en France
Fondée en 1915, la chambre de commerce suédoise en France (CCSF) a pour mission de contribuer au développement de relations commerciales et industrielles entre la France et la Suède. La Suède étant le 3e pays investisseur en création d'emplois sur le sol français, la CCSF accompagne ces investissements et les exportations suédoises qui en résultent.

## Une histoire à travers Paris
Durant la Seconde Guerre mondiale, la chambre de Commerce a joué un rôle décisif permettant à de nombreuses entreprises suédoises établies en France à l’époque de maintenir leurs activités. Après la guerre, elle s’installe dans les locaux de la Maison de la Suède sur les Champs-Élysées à Paris. En 1975, à la suite d’un attentat qui détruit partiellement l’immeuble, l’État suédois le revend. Après deux déménagements successifs, du boulevard Haussmann à la rue de Cléry, dans le Sentier, la CCSF a élu domicile avenue Pierre-Ier-de-Serbie en 2007, au cœur du 8e arrondissement de Paris.
Inaugurés le 16 octobre de la même année par sa majesté le roi Charles XVI Gustave de Suède, les nouveaux locaux s’imposent comme un lieu de rencontre et d’échanges privilégiés entre les principaux acteurs de la vie économique suédoise et française. Ce projet a été conduit en partenariat avec les filiales des grands groupes suédois en France.

## Une présence étendue sur le territoire français
La forte présence d’entreprises suédoises hors de la région parisienne a motivé la création de deux antennes régionales. En 2005, la CCSF a inauguré une première antenne à Lyon dans l’objectif de promouvoir les échanges entre la Suède et la région Rhône-Alpes, 6e région la plus dynamique du continent européen. Son conseil d'administration est représentatif de l’éventail des sociétés suédoises dans la région, telles Alfa Laval, ABB ou Renault Trucks du groupe Volvo AB. Ces importantes implantations industrielles figurent naturellement à l’agenda des visites que la section lyonnaise organise pour ses membres.
En 2007, une deuxième antenne voit le jour à Nice, capitale d’une région d’accueil de sociétés de techniques de pointe et de centres de recherche (Sophia Antipolis). Elle couvre la Provence-Alpes-Côte d'Azur, le Languedoc-Roussillon et le Midi-Pyrénées, de même que la Principauté de Monaco.

## Un large réseau de membres à travers la France
Disposant d’un large réseau de membres et d’acteurs de la vie économique et politique française, la chambre de commerce suédoise en France s’appuie également sur un groupe de membres Premium composé des entreprises suédoises ABB, Alfa Laval, Atlas Copco, Svenska Handelsbanken, Electrolux, Ericsson, IKEA, Kinnarps, Mercuri Urval, SCA, Securitas, SKF, SNA Europe Group, Volvo et Volvo Car France, ainsi que des sociétés étrangères Bird & Bird, Crédit du Nord, FTPA, Pernod Ricard et Société générale. 
Les conseillers de la CCSF disposent d’un réseau de contacts dans le tissu économique français. Conférences et rencontres sont régulièrement organisées et accessibles aux personnes membres ou invitées.

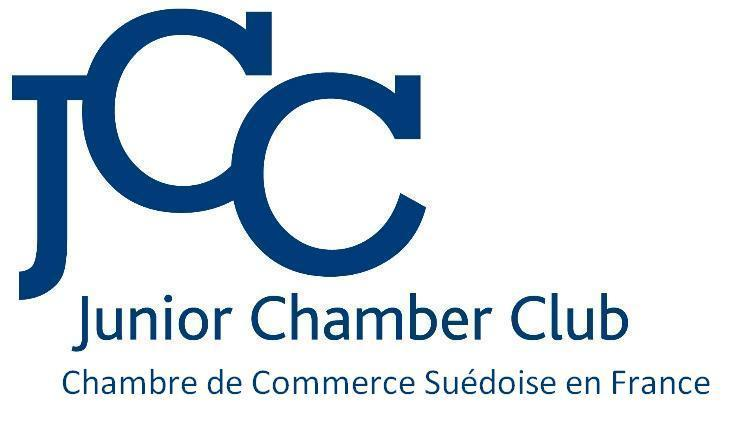
JCC logotype.

## Un Junior Chamber Club pour jeunes professionnels dynamiques
L’avenir se prépare et, dans cette optique, la CCSF a créé son Junior Chamber Club (JCC). Ouvert aux jeunes professionnels et entrepreneurs âgés de 25 à 35 ans, le club se concentre essentiellement sur les relations d’affaires et de travail franco-suédoises, une façon d’aplanir les différences culturelles entre les deux pays. Dans le cadre convivial de la chambre de commerce, ces jeunes actifs  peuvent échanger leurs expériences, faire de nouvelles connaissances et tisser leurs réseaux dans l’Hexagone.

## Publications
La CCSF publie un magazine trimestriel en français, Liens, qui apporte un éclairage sur tout ce qui fait l’actualité des relations économiques et commerciales entre la France et la Suède. Il est également consultable en ligne sur le site web www.ccsf.fr. Tous les deux ans, la CCSF publie par ailleurs un annuaire des membres réalisé conjointement avec la chambre de commerce française en Suède. Des newsletters au contenu varié (comptes rendus d’événements, de missions, d’actualités commerciales et économiques) sont envoyées régulièrement aux membres.

## Le Prix d’Excellence
La CCSF remet chaque année son prix d’excellence à des filiales suédoises, de grands groupes et de PME, s’étant particulièrement distinguées par leur réussite sur le marché français. Trois raisons principales ont présidé à la création de cette récompense : attirer l’attention sur la dynamique des entreprises suédoises en France et leurs méthodes de travail, offrir une occasion de rencontres dans le milieu franco-suédois des affaires et par là, de manière plus générale, mieux faire connaître la Suède. Le jury CCSF sélectionne les sociétés lauréates  selon les critères suivants : performance commerciale, parts de marché, contenu technologique, gestion du personnel, qualité des produits ou des services, méthodes de production et de distribution, développement des synergies franco-suédoises. Ce prix est remis lors d’une soirée de gala qui se tient traditionnellement en fin d’année.

## Lauréats du Prix d’Excellence
- 2021 - Ericsson, Tetra Pak, Pricer
- 2017 - Alfa Laval France
- 2016 - Scania France,
- 2015 - Securitas France
- 2013 - Axis Communications, Prix PME : BabyBjörn
- 2012 - Ericsson France, Prix Spécial d'Excellence du Jury : Pernod Ricard et ses filiales, The absolut company et la société Ricard
- 2011 - Volvo Construction Equipment, prix PME : Nefab
- 2010 - Scandinavian Airlines France (SAS), prix PME : Doro, SAS et Qmatic France
- 2009 - Volvo Trucks France, prix PME : Aura Light France, Palme d’Or et d’Azur : Jean-Louis Baillot (Ikea)
- 2008 - Loomis France
- 2007 - SKF
- 2006 - Alfa Laval France,
- 2005 - Volvo Automobiles France
- 2004 - Ericsson France
- 2003 - Tetra Pak
- 2002 - Gunnebo
- 1992 - Beckers Industrie
- 1991 - Mercuri Urval
- 1990 - prix d’honneur : Astra (en), Domaine Rabigea et Sandvik, Atlet
- 1989 - prix d’honneur : Perstorp SMG (Swedish Machine Group), prix d’honneur : Flygt et Nefab

## Les présidents de la CCSF
- Gîta Paterson		2000 -
- Lars Jarnryd		1998 - 2000
- Lars V Skogh		1994 - 1998
- Anders Andrén		1988 - 1994
- Robert Dethorey	1985 - 1988
- Sören Westberg	1979 - 1985
- Tage Henning		1976 - 1979

## Parmi les invités des conférences de la CCSF
- Ylva Berg (CEO Business Sweden- the Swedish Trade & Invest Council) 2014
- Anders Fogelström (Consultant in Intercultural management and Nordic-French business development) 2014
- Laurence Romani (Researcher, Stockholm School of Economics) 2014
- Matthieu Lambeaux (Président Findus Europe du Sud) 2014
- Per Östberg, Executive (Vice President, Industrivärden) 2014
- Philippe Cayla (Président du Directoire d’Euronews) 2013
- Hans Stråberg (Europe Co-Chair - TABD Program Trans-Atlantic Business Council) 2013
- Anders Ahnlid (Ambassador of Sweden to the OECD and to UNESCO) 2012 et 2013
- SEM l'Ambassadeur Jean-Pierre Lacroix (ambassadeur de France en Suède) 2012
- Charles Fries (Secrétaire Général des Affaires Européennes auprès du Premier Ministre) 2012
- Rachida Dati (députée européenne et maire du 7e arrondissement de Paris) 2011
- Christian Estrosi (maire de Nice) 2011
- Lars Kleppe (directeur général d’Alstom Suède) 2010
- SE Gunnar Lund (ambassadeur de Suède en France) 2010
- Lars Olofsson (PDG Carrefour France) 2009
- Dominique de Villepin, ancien Premier ministre français, 2009
- Philippe Mellier, Alstom Transport (2008)
- Luc Ferry (philosophe, ancien ministre de l’Éducation nationale) 2007
- Pierre-Jean Bozo (président de 20 Minutes France) 2007
- Daniel Souissi (président du directoire HYGENA) 2006
- Clara Gaymard (présidente de l’Agence française pour les investissements internationaux et ambassadrice déléguée aux Investissements internationaux) 2005
- Jean-Claude Trichet (gouverneur de la Banque de France) 2001
- Jan Häggström (Chief Economist de la banque suédoise Svenska Handelsbanken) 2001
- Lars Olofsson (PDG Nestlé France) 2000
- Michel Crozier (professeur en sociologie) 1999
- SEM Örjan Berner (ambassadeur de Suède en France) 1998 et 1999
- Monsieur le général d'Armée Christian Quesnot 1998
- Per Olofsson (directeur général auprès de la Fédération des industries suédoise) 1997
- Magnus Lemmel (directeur général adjoint à la Commission européenne) 1997

## Pour approfondir